# Luftangriffe der Schlacht um die Gilbertinseln

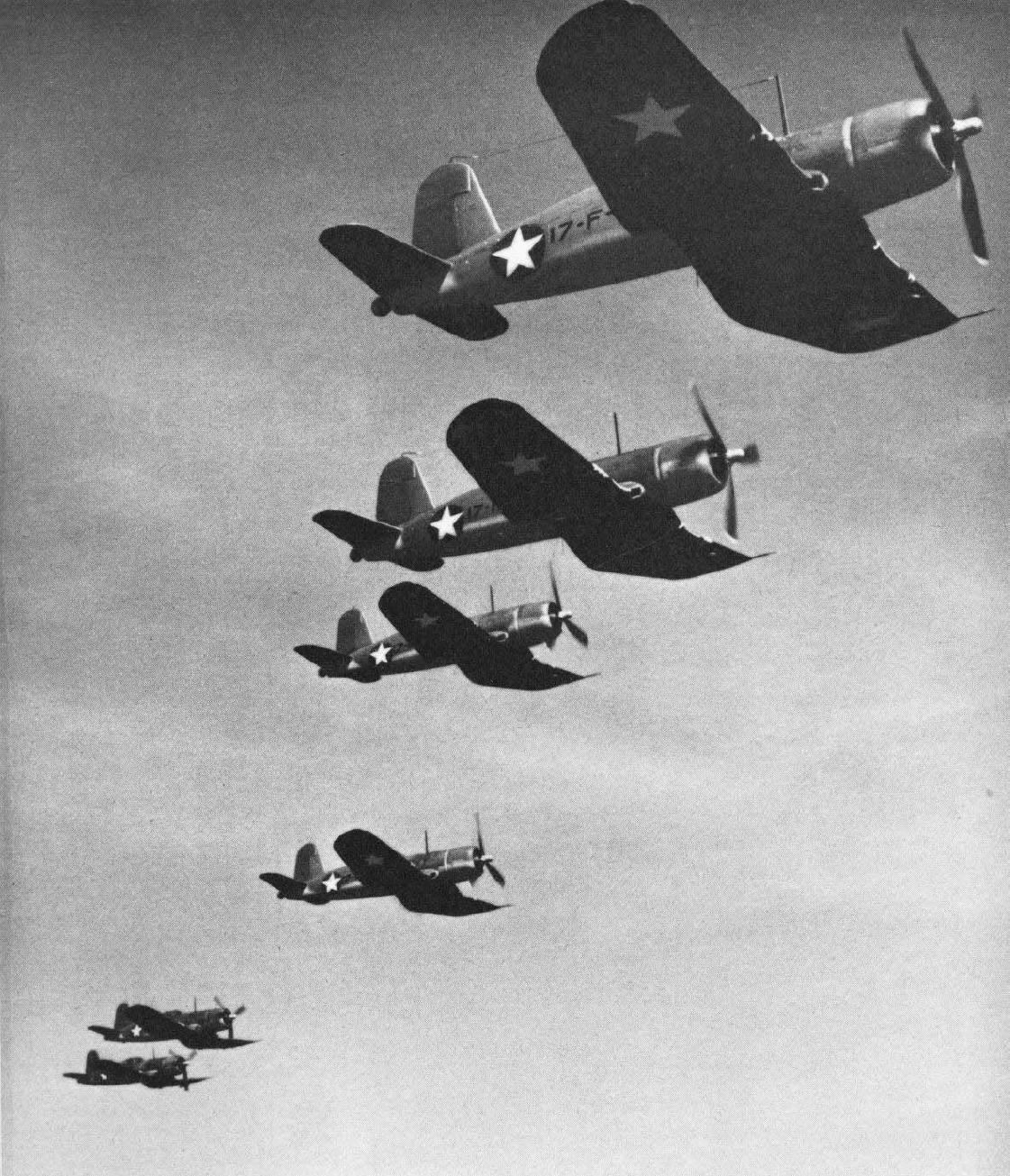
F4U Corsairs

Die Luftangriffe der Schlacht um die Gilbertinseln waren eine Reihe von Bombardements und Angriffen, die von der USAAF im Jahre 1943 geflogen wurden, um die Verteidigungen des Tarawa-Atolls, in den Gilbertinseln, zu schwächen. Die US-Verbände stießen auf heftige Gegenwehr und mussten schwere Verluste verzeichnen. Im November 1943 landeten Einheiten des U.S. Marine Corps auf Tarawa und eroberten die Insel innerhalb von vier Tagen in der Schlacht um die Gilbertinseln.

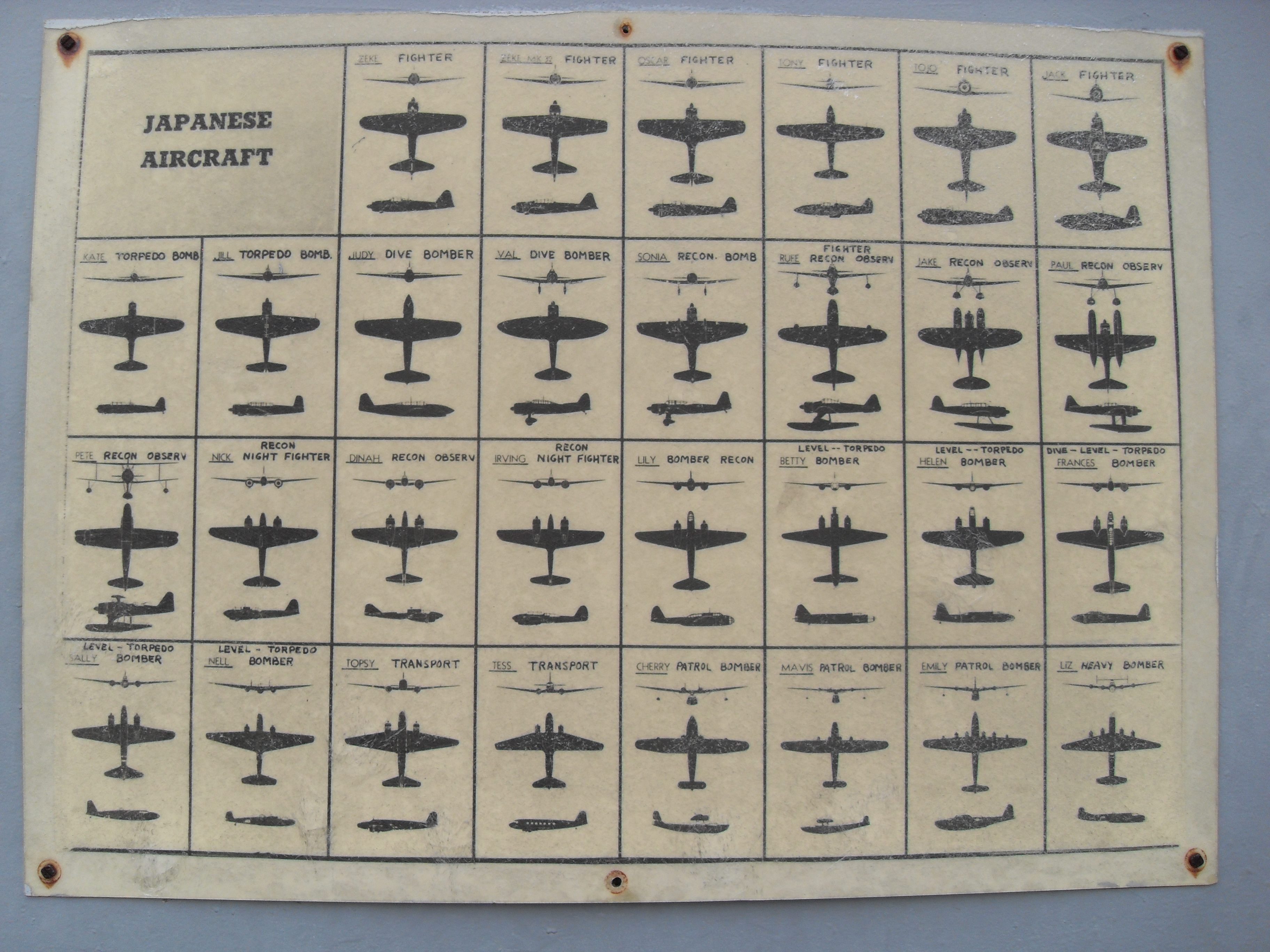
Identifikation der japanischen Flugzeuge im Pazifik, 1943

## Die wichtigsten Luftangriffe der 7th Air Force

### 12. Mai

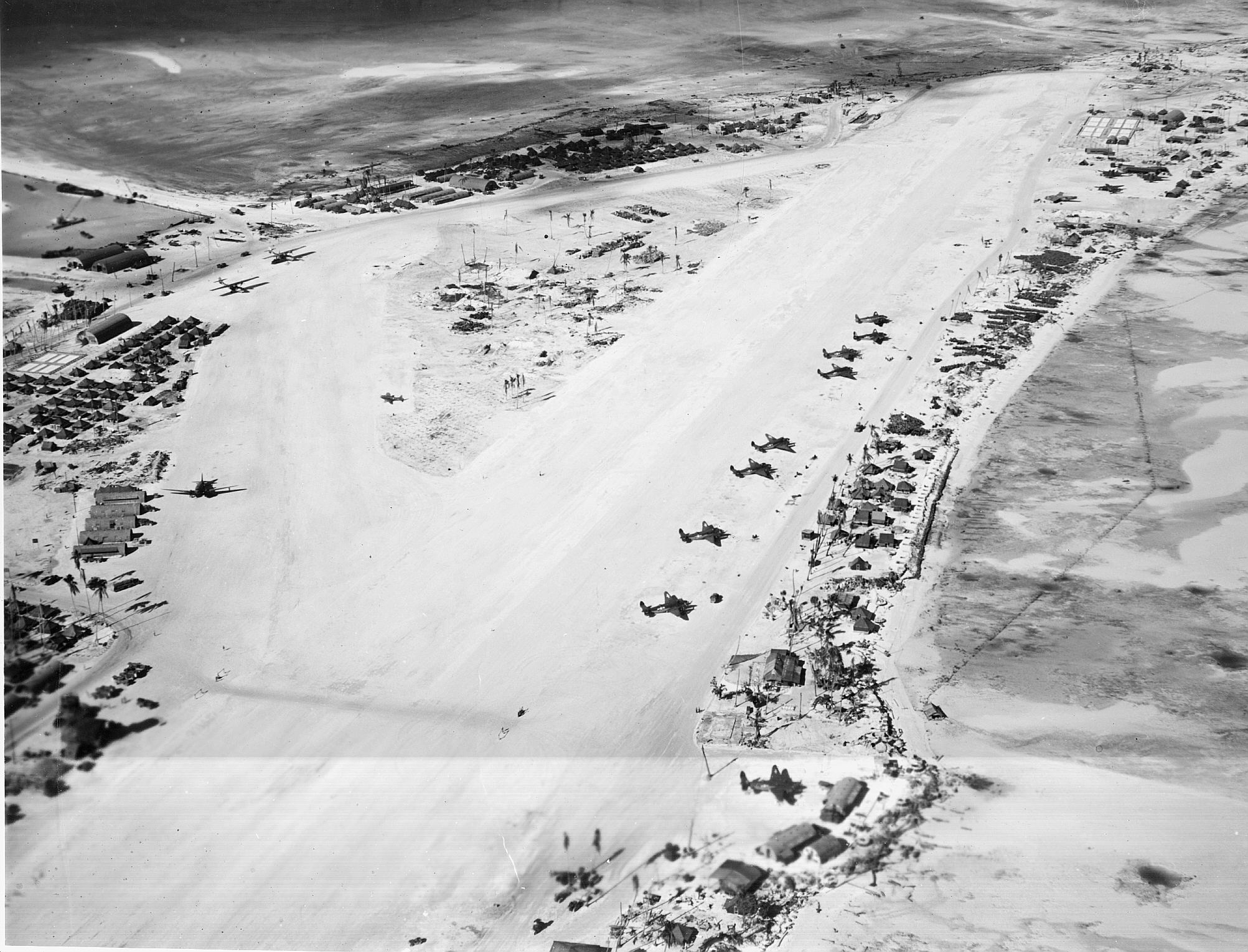
Flugplatz von Tarawa, 1944–1945

40 B-24-Bomber der 7th Air Force griffen am 12. Mai die Verteidigungsstellungen von Betio, der größten Insel des Atolls von Tarawa. Sie stießen auf ein Geschwader von japanischen Jagdflugzeugen, angeführt von Taniguchi Hu. Das japanische Geschwader löste die Formation auf und griff an. Zwei B-24 Bomber wurden sofort abgeschossen, sechs weitere wurden beschädigt. Vermutlich mussten sie später auf Tarawa notlanden. Die restlichen Bomber flogen weiter und ihre MG-Schützen schossen eine Mitsubishi A6M Zero ab. Die US-Formation überflog Betio um 12:00 Uhr, und bombardierte mehrere Munitionsdepots. Eine Bombe schlug auf dem Flugplatz ein, und zerstörte ein Flugzeug. Auf dem Rückweg wurden die Bomber durch japanische Flugzeuge noch einmal angegriffen. Ein weiterer B-24 stürzte ab. Alle anderen erreichten intakt den Landeflugplatz Funafuti, in den Ellice Islands.

### 23. Juni
30 B-25-Bomber, mit einer Eskorte von 25 F6F „Hellcat“ Flugzeugen, überflogen am Nachmittag Betio. Sie warfen über dem Flugplatz etwa 600 Bomben ab. 67 japanische Flugzeuge wurden abgeschossen oder am Boden zerstört. Drei Bomber und sechs F6F gingen verloren. Die Flugabwehr der Insel schoss auf die amerikanischen Geschwader und konnte etwa zehn B-25 beschädigen.

### 25. Juni
60 Bomber, B-25 und B-24, mit einer Eskorte von 30 F6F griffen Betio erneut an. Die Japaner waren bereit und empfingen die Formation mit heftigem Flak-Beschuss. Mehrere Dutzend Jagdflugzeuge waren bereits in der Luft. Es entbrannte ein Luftkampf zwischen den japanischen und den amerikanischen Jagdflugzeugen. 54 Japaner wurden abgeschossen, ebenso 12 Amerikaner. Ein Bomber wurde von der Flak getroffen und musste notlanden. Ein weiterer US-Bomber stürzte wegen Mangels an Treibstoff etwa 100 Meilen vor dem Landeflugplatz von Funafuti ins Meer. Alle anderen entluden die Bomben über dem Flugplatz und über dem kleinen Hafen. Ein japanisches Transportschiff, die Saida Maru, wurde getroffen und versenkt. Ein Minensucher wurde ebenfalls getroffen, jedoch nicht versenkt.

### 17. September
25 Bomber der 7th Air Force bombardierten Betio vor dem Morgengrauen, und zerstörten 16 der restlichen 45 Flugzeuge am Boden. Dann flogen 90 F6F, F4U Corsair und SBD Dauntless der Flugzeugträger Lexington, Princeton und Belleau Wood von Admiral Pownall über Betio. Sie griffen die Befestigungen im Tiefflug an und schossen auf die Flakkanonen am Boden. Die restlichen 29 Zeros griffen ein, wurden jedoch alle abgeschossen. Auch 17 Amerikaner wurden getroffen. Einige Bomber waren inzwischen mit Brandbomben über Betio geflogen und hatten den Flugplatz erneut bombardiert. Die japanische Flak erzielte an diesem Tag 6 Treffer.

### 18. September
Der Luftkampf des 18. September war der heftigste der Bombardements über Tarawa. Etwa 100 japanische Jäger flogen gerade über Betio, als eine Formation US-Bomber, mit einer Eskorte von 50 F6F auftauchte. Der Luftkampf endete mit dem Sieg der Amerikaner. Die Mitsubishi A6M von Leutnant Hu wurde dabei abgeschossen. Er war vermutlich schon vor dem Absturz tot.

### 19. September
67 Jagdflugzeuge der Flugzeugträger griffen im Morgengrauen an, und überraschten etwa 60 japanische Flugzeuge die gerade auf Betio landen wollten. 56 Flugzeuge wurden in der Luft abgeschossen und weitere 3 am Boden zerstört, während die amerikanischen Verluste nur 11 Flieger betrugen. Die Flak kam nicht zum Einsatz, und die Jagdflieger beschädigten im Tiefflug einige Hangars, ein Benzindepot und zwei Bunker.

### 20. September
120 Jagdflugzeuge griffen Betio an, und etwa 40 Bomber kamen im Nachmittag dazu. Zwei Flugboote torpedierten einen kleinen Frachter, ohne ihn jedoch zu versenken. Weitere 25 japanische Flugzeuge wurden abgeschossen und 11 am Boden zerstört. Auch die amerikanischen Verluste waren hoch: 13 Jagdflugzeuge sowie 23 Bomber abgeschossen. Admiral Shibazaki Keiji, Kommandant der Garnison von Tarawa, entschloss sich, seine restlichen sechs Flugzeuge nach Truk zu schicken, um weitere Verluste zu vermeiden.

### 21. November
Operation Galvanic, so der Deckname des Gesamtunternehmens für die Einnahme der Gilbertinseln, startete am 20. November 1943.
140 Jagdflugzeuge und 60 Bomber griffen Betio im Morgen an. Die Invasionsflotte, etwa 100 Schiffe, schoss aus allen Rohren gegen Tarawa. Die Luftangriffe hatten Betio aber nur wenig geschwächt.
Als die Amerikaner landeten, war die Insel ohne Luftverteidigung. Die japanischen Verteidiger hatten jedoch Befehl, das Rollfeld zu halten. Am ersten Tag der Schlacht hielt die erste Befestigungslinie noch, am zweiten wurde sie durchbrochen und die Marineinfanteristen nahmen den Flugplatz ein. Die Verluste der Schlacht betrugen 1200 US-Tote und 4800 Japaner.